# Radino
Radino (bułg. Радино) – wieś w środkowej Bułgarii, w obwodzie Gabrowo, w gminie Trjawna. Według danych Narodowego Instytutu Statystycznego, 31 grudnia 2011 roku wieś liczyła 2 mieszkańców.

## Historia
Miejscowość do 1951 roku nazywała się Guglewci (z wariantami na Gugljowci i Gugjuwci).
Dawniej działało tu czitaliszte Prosweta.
W 1912 roku w czasie wojny bałkańskiej, dwóch mężczyzn dobroczynnie wstąpiło do Legionu Macedońsko-Adrianopolskiego.